# Alamgir II
Alamgir II (ur. 6 czerwca 1699 w Multanie, zm. 29 listopada 1759 w Delhi) – władca Państwa Wielkich Mogołów, panował w Indiach w latach 1754–1759, był synem Dżahandara Szaha.